# Hôpital des Diaconesses de Reuilly
L’hôpital des Diaconesses de Reuilly, situé dans le 12e arrondissement de Paris, est un hôpital privé à but non lucratif. Regroupé depuis 2003 avec l'Hôpital de la Croix Saint-Simon, il constitue avec ce dernier le Groupe hospitalier Diaconesses Croix Saint-Simon.

## Histoire
En 1843, la communauté religieuse des Diaconesses de Reuilly fonde une première maison de santé, qui s'enrichit d'un premier pavillon en 1872 puis d'un pavillon de chirurgie en 1919. En 1926 est ouverte la Maternité, puis en 1932 une École de formation en soins infirmiers.
L'établissement connaît ensuite plusieurs changements de statut : conventionnée avec la Sécurité Sociale en 1952, la maison de santé protestante devient hôpital privé en 1972. L'évolution de la législation lui permet de participer, à partir de 1976, au service public hospitalier. Il s'agit désormais d'un établissement de 152 lits auxquels s'ajoute un service de médecine générale. Le bâtiment Vermeil (actuel bâtiment des consultations) et le pavillon Malvesin (corps de bâtiment principal) ont été entièrement rénovés de 1992 à 2002.
Depuis 2003, l'hôpital des Diaconesses a fusionné avec celui de la Croix Saint-Simon, sous la gestion de l'association à but non lucratif Groupe hospitalier Diaconesses Croix Saint-Simon.

## Description
Depuis fin 2016, la plupart des services médicaux et chirurgicaux ont été transférés vers le «site Avron» du groupe hospitalier.
Sur le «site Reuilly» demeurent une importante maternité (2100 naissances par an), un centre de fertilité (PMA), un service de soins palliatifs, ainsi que des consultations,.

## Accès
Ce site est desservi par les stations de métro Nation et Montgallet. Cette dernière station se situe place Sarah-Monod, du nom d'une ancienne directrice de l'établissement.